# Rainer Weiss
Rainer (Rai) Weiss (Berlijn, 29 september 1932) is een Amerikaans natuurkundige van Duits-Joodse afkomst en emeritus hoogleraar aan het Massachusetts Institute of Technology (MIT).

## Biografie
Rainer Weiss werd geboren op 29 september 1932 in Berlijn. Zijn familie verliet Berlijn vanwege de politieke onrust en verhuisde eerst naar Praag in het najaar van 1932, en vervolgens naar de Verenigde Staten in 1938. Hij bracht zijn jeugd door in New York, waar hij school liep op de Columbia Grammar School. Hij studeerde aan het Massachusetts Institute of Technology (MIT), behaalde zijn bachelorgraad in 1955 en zijn Ph.D. in 1962. Hij doceerde van 1960 tot 1962 aan de Tuftsuniversiteit, was van 1962 tot 1964 een postdoctoraal onderzoeker aan de Princeton-universiteit en vanaf 1964 lid van de faculteit aan het MIT. In 1973 werd hij er benoemd tot hoogleraar fysica, sinds 2001 is hij met emeritaat.

## Onderzoeksgebieden
Weiss stond aan de wieg van twee gebieden van fundamenteel natuurkundig onderzoek: karakterisering van de kosmische achtergrondstraling en waarnemingen van gravitatitegolven aan de hand van interferometrie. Van het eerste maakte hij baanbrekende metingen van het spectrum en hij was mede-oprichter van de Cosmic Background Explorer-satelliet.
Van het ander is hij bekend als uitvinder van de interferometrische gravitatiegolven-detector. Hij kwam op dit idee nadat de natuurkundige Joseph Weber in 1969 had beweerd dat hij een zwaartekrachtgolf had waargenomen met een xylofoonachtig instrument – de Weber-bar. Weiss vermoedde dat je zwaartekrachtgolven beter kon waarnemen met een lichtsignaal omdat de tijdsduur door het samendrukken van de ruimtetijd korter wordt. Deze oscillatie in de tijd kan je waarnemen met een klok. Lasers bleken uitermate geschikt te zijn om deze nauwkeurige tijdmetingen te doen. Op basis van dit idee besloot het Amerikaanse National Science Foundation in 1979 de ontwikkeling te financieren van wat uiteindelijk het LIGO-project zou worden, waarvan hij mede-oprichter is. In 2007 werd hij samen met Ronald Drever bekroond met de Einstein Prize voor dit werk.
In februari 2016 was hij een van de LIGO-wetenschappers die aanwezig waren bij de aankondiging van de eerste rechtstreekse waarneming van een gravitatiegolf in september 2015. Op 3 oktober 2017 ontving hij de Nobelprijs voor Natuurkunde voor zijn bijdrage aan dit onderzoek.